# Tour de Colombie 1995
Le Tour de Colombie 1995, qui se déroule du 18 avril au 1er mai 1995, est une épreuve cycliste remportée par le Colombien José Jaime González, déjà vainqueur de l'édition précédente. Cette course est composée d'un prologue et de treize étapes.

## Classement général
| Classement final | Classement final    | Classement final | Classement final                           | Classement final    |
|                  | Coureur             | Pays             | Équipe                                     | Temps               |
| ---------------- | ------------------- | ---------------- | ------------------------------------------ | ------------------- |
| 1er              | José Jaime González | Colombie         | Pony Malta-Kelme                           | en 53 h 28 min 25 s |
| 2e               | Juan Diego Ramírez  | Colombie         | Aguardiente Antioqueño-Lotería de Medellín | + 9 s               |
| 3e               | Álvaro Sierra       | Colombie         | Gaseosas Glacial                           | + 3 min 41 s        |
| modifier         |                     |                  |                                            |                     |